# ハードロマンチッカー
『ハード・ロマンチッカー』は、CMディレクターのグ・スーヨンによる半自伝的小説。作者本人によって同名で映画化され、2011年に公開された。松田翔太主演。
小説では1978年が舞台であるが、映画では携帯電話がある21世紀の現代を舞台にしている。

## あらすじ
山口県下関市に在住する在日韓国人の若者グーは、警察、ヤクザ、同世代の若者達と顔見知りになりながら、そのどれにも所属することがなかった。そんなある日、グーは日本人の後輩の辰が朝鮮高校の生徒達に恋人をリンチされ、報復として暴行した主犯格であるキム・チョンギの自宅に押し入って彼の祖母を殺害したという事件を知る。警察が動く中、グーは辰に貸した金を取り立てるために情報を集め始め、なりゆきで若い在日朝鮮人グループのリーダーであるパク・ヨンオの弟を辰の友人という理由で痛めつけて暴走族リーダー、金子の名前を騙り金を取り立てた。グーは北九州市で謎の男・高木が経営している店で働くが、すでに下関ではパク・ヨンオと金子のグループが彼を狙っていた。

## キャスト
- グー - 松田翔太

在日韓国人の青年。辰の事件以降、徐々に敵を増やしていく。
- マサル - 柄本時生

グーの後輩の高校生。グーに対しては内心良くは思っていない。
- 中村みえ子 - 小野ゆり子

マサルとの合コンにいた女子高生。グーが好意を寄せている。
- ナツコ - 芦名星

高木のクラブにいた女性従業員。
- 辰 - 永山絢斗

グーの後輩の高校生。キム・チョンギの祖母を殺害する。
- 安田 - 渡部豪太

タカシグループの一員。トルエン中毒。
- タカシ - 金子ノブアキ

グーの友人。自分のマンションを仲間の溜まり場にしている。
- 金子 - 川野直輝

在日韓国人で暴走族ヘッド。グーとは交流があるがのちに敵対する。
- パク・ヨンオ - 遠藤要

在日朝鮮人グループのリーダー。朝鮮高校時代ボクシング部のチャンピオンだった。
- パク・ヨンオの弟 - 落合モトキ

在日朝鮮人グループの一員だが小心者。マサルや辰とも交流がある。
- イー・パッキ - 石垣佑磨
- カン・テファン - 裴ジョンミョン

在日朝鮮人だがタカシグループの一員。どちらも郷野組の組員見習い。
- キム・チョンギ - 遠藤雄弥

朝鮮高校の高校生。非常に暴力的だが、パク・ヨンオのグループには所属していない。
- 高木 - 中村獅童

北九州の小倉で店を経営している実業家。実は伊藤組の幹部。
- マスター - 趙珉和
- 藤田 - 渡部篤郎

グーのことを監視している刑事。
- 庄司 - 真木蔵人

郷野組の組員。グーのことを気にかけている。
- マサ - 渡辺大

郷野組の組員で、庄司の舎弟。
- 姐さん - 真木よう子
- 赤井ユキ - 友田彩也香
- マサルの彼女 - 栗林里莉
- 若頭 - 白竜
- 神足裕司、野添義弘、玄也、成松修　ほか

## スタッフ
- 監督・原作 - グ・スーヨン
- 脚本 - 具光然
- 主題歌 - 黒夢「13 new ache」
- 挿入歌 - 東京スカパラダイスオーケストラ「Lonesome Eddy」
- 音楽 - 和田薫
- 撮影 - 無州英行
- 美術 - 仲前智治
- 照明 - 岩下和明
- 録音 - 長島慎介
- 編集 - 高橋和久、渡辺勝郎
- スタントコーディネーター - 鈴村正樹
- カースタント - アクティブ21
- 特殊メイク：石野大賀
- イラストレーション - 黒田征太郎
- イラストレーションデザイン - トミタユキコ
- ロケ協力 - 下関市、下関フィルムコミッション、北九州市、北九州フィルムコミッション、田川市 ほか
- プロデューサー - 片岡公生、原田雅弘
- エグゼクティブプロデューサー - 木下直哉、角川春樹、遠藤茂行
- 製作プロダクション - モロトフカクテル、GOO TV COMPANY ltd
- 製作委員会メンバー - 東映、木下グループ、角川春樹事務所、東映ビデオ、日本照明